# Kaprun
Kaprun je majhno alpsko mestece v distriktu Pinzgau dežele Salzburg v Avstriji. Ob vznožju ledenika Kitzsteinhorn  47°16′21″N, 12°45′34″E se nahaja zimski športni center z 2.903 prebivalci (2001).
Mesto je znano tudi po elektrarni, ki so jo začeli graditi med 2. svetovno vojno, končali pa so po vojni.
Leta 2000 se je na Kaprunu zgodila nesreča, ko je v železniškem predoru izbruhnil požar na vlaku, ki je smučarje vozil na smučišče. Življenje je izgubilo 155 ljudi.
- Kaprun
- Eden od rezervoarjev kaprunske elektrarne